# Pseudoffaster
Pseudoffaster is een geslacht van uitgestorven zee-egels uit de familie Calymnidae.

## Soorten
- Pseudoffaster renngarteni Shmidt, 1938 †
- Pseudoffaster schmidli Moskvin & Poslavskaya, 1959 †